# Дрейер, Николай Михайлович
Николай Михайлович Дрейер (26 октября (7 ноября) 1891, Тифлис — 18 июля 1969 года, Омск) — советский военный деятель, генерал-лейтенант (19 апреля 1945 года).

## Начальная биография
Николай Михайлович Дрейер родился 7 ноября 1891 года в городе Тифлисе в семье офицера.

## Военная служба

### Первая мировая и гражданская войны
После окончания Суворовского кадетского корпуса, в Варшаве, в 1908 году был призван в ряды Русской императорской армии. В 1910 году окончил полный курс Николаевского кавалерийского военного училища.
Поручик Волынского 6-го уланского полка. Находясь на должности командира роты, принимал участие в боевых действиях в ходе Первой мировой войны. Был ранен. Дослужился до звания штабс-ротмистра.
В 1917 году вступил в Красную Гвардию, а 2 марта 1918 года был призван в ряды РККА и назначен на должность помощника начальника снабжения Кирсановского уездного военкомата, а в феврале 1919 года — на должность командира эскадрона 2-го кавалерийского полка (Московская кавалерийская дивизия), после чего краском принимал участие в боевых действиях против войск под командованием А. И. Дутова и Антонова.

### Межвоенное время
В августе 1921 года был назначен на должность командира 1-го ремонтного кавалерийского полка, дислоцированного в городе Ливны, в ноябре — на должность командира отдельного кавалерийского дивизиона 17-й стрелковой дивизии, а в октябре 1923 года — на должность командира кавалерийского дивизиона Объединённой военной школы в Москве. В январе 1924 года входил в состав почётного караула, сопровождавшего тело Ленина от дома Союзов на Красную площадь.
В декабре 1926 года был назначен на должность помощника начальника 4-го отдела штаба Московского военного округа, а в сентябре 1927 года — на должность командира 61-го кавалерийского полка (1-я отдельная особая кавалерийская бригада).
В 1930 году окончил кавалерийские курсы усовершенствования командного состава.
После окончания вечернего факультета Военной академии имени М. В. Фрунзе в сентябре 1933 года был назначен на должность командира, а в феврале 1934 года — на должность помощника командира 4-й Донской кавалерийской дивизии. С сентября 1938 года находился в распоряжении Управления по комначсоставу РККА и затем был назначен на должность старшего преподавателя кафедры конницы Военной академии имени М. В. Фрунзе. Комбриг (26.11.1935), генерал-майор (4.06.1940).

### Великая Отечественная война
С началом войны находился на прежней должности, однако 4 июля был назначен на должность командира 6-й стрелковой дивизии народного ополчения, но 7 июля был отозван для сформирования 45-й кавалерийской дивизии в городе Ковров (Владимирская область). Вскоре кавалерийская дивизия приняла участие в боевых действиях в ходе Смоленского сражения, во время которой наступала из района юго-западнее г. Белый в направлении на Духовщину, а в сентябре — октябре вела оборонительные боевые действия в районе юго-западнее г. Белый, а затем на ржевском направлении. 12 октября Дрейер был тяжело ранен и после излечения назначен на должность заместителя командующего войсками 4-й резервной армии по тылу.
В январе 1943 года был назначен на должность заместителя командира 6-го стрелкового корпуса, а с ноября по декабрь того же года исполнял должность командира 6-й стрелковой дивизии, которая принимала участие в боевых действиях в ходе Донбасской наступательной операции и битвы за Днепр.
В феврале 1944 года был назначен на должность командира 20-й гвардейской стрелковой дивизии, которая принимала участие в Никопольско-Криворожской, Березнеговато-Снигиревской, Одесской, Ясско-Кишиневской наступательных и Балатонской оборонительной операций.
В августе 1944 года Военным Советом 6-го гвардейского стрелкового корпуса за мужество и героизм, проявленные при форсировании реки Прут, генерал-майор Николай Михайлович Дрейер представлялся к званию Героя Советского Союза, однако был награждён орденом Кутузова 2 степени.
20 марта 1945 года был назначен на должность командира 6-го гвардейского стрелкового корпуса, который вскоре принимал участие в ходе Венской и Надьканижско-Кёрмендской операций. За образцовое выполнение заданий командования и проявленное при этом мужество был награждён орденом Богдана Хмельницкого 2 степени.

### Послевоенная карьера
После окончания войны находился на прежней должности.
В июле 1946 года был назначен на должность командира 4-й гвардейской механизированной дивизии, до 1948 года гвардейская механизированная дивизия дислоцировалась в Болгарии, позже она выведена в Украинскую Советскую Социалистическую Республику и включена в состав Киевского военного округа (штаб-квартира — Ворошиловград), в марте 1950 года Н. М. Дрейер назначен на должность Начальника военной кафедры при Ворошиловградском сельскохозяйственном институте.
Гвардии генерал-лейтенант Николай Михайлович Дрейер в ноябре 1954 года вышел в отставку, по хрущёвским сокращениям. Умер 18 июля 1969 года в Омске. Похоронен на Старо-Северном кладбище в Омске.

## Награды
Российская империя
- Орден Святой Анны 2-й степени с мечами
- Орден Святого Станислава 2-й степени с мечами
- Орден Святой Анны 3-й степени с мечами и бантом
- Орден Святого Станислава 3-й степени с мечами и бантом
- Орден Святой Анны 4-й степени с надписью «За храбрость»

СССР
- Два ордена Ленина (21.02.1945, 28.04.1945);
- Три ордена Красного Знамени (28.05.1943, 03.11.1944, 1948);
- Орден Суворова 2 степени (19.03.1944);
- Орден Кутузова 2 степени (13.09.1944);
- Орден Богдана Хмельницкого 2 степени (29.06.1945);
- Медали[6].

Приказы (благодарности) Верховного Главнокомандующего в которых отмечен Н. М. Дрейер
- За прорыв сильно укрепленной обороны противника южнее Бендер и освобождение более 150 населенных пунктов, в том числе крупные населенные пункты Каушаны, Чимишлия, Лейпциг, Тарутино. 22 августа 1944 года № 169.
- За форсирование реки Дунай, севернее реки Драва, прорыв обороны противника на западном берегу Дуная и овладении на территории Венгрии городами и крупными узлами коммуникаций Печ, Ватажек, Мохач. 29 ноября 1944 года № 212.

Иностранные награды
- Орден «За храбрость» III-я степень, 2-й класс (Болгария)